# Carabus luetgensi pseudosteuarti
Carabus (Oreocarabus) luetgensi pseudosteuarti – podgatunek chrząszcza z rodziny biegaczowatych i podrodziny Carabinae.
Takson ten został opisany w 1924 roku przez Georgesa Vachera de Lapouge.
Gatunek palearktyczny, endemiczny dla północnej Portugalii.